# Ford Fairlane - rock 'n' roll detektiv
Ford Fairlane - rock 'n' roll detektiv er en amerikansk film fra 1990 af Renny Harlin.

## Medvirkende
- Andrew Dice Clay som Ford Fairlane
- Wayne Newton som Julian Grendel
- Priscilla Presley som Colleen Sutton
- Lauren Holly som Jazz
- Brandon Call
- Maddie Corman som Zuzu Petals
- David Patrick Kelly som Sam